# Harvie Swartz
Harvie Swartz (Harvie S, * 6. Dezember 1948 in Chelsea/Massachusetts) ist ein US-amerikanischer Jazzbassist.

## Leben und Wirken
Swartz studierte Klavier und Komposition am Berklee College of Music, bevor er im Alter von 19 Jahren zum Bass wechselte und mit Musikern wie Al Cohn und Zoot Sims, Mose Allison und Chris Connor arbeitete. 1973 ging er nach New York, wo er mit Thad Jones und Mel Lewis, Gil Evans, Chet Baker, Lee Konitz, John Abercrombie, auftrat und 1974 bis 1976 Barry Miles’ Gruppe Silverlight angehörte.
In der zweiten Hälfte der 1970er Jahre war er mit David Friedmans Gruppe Double-Image mehrfach auf Europatournee und war von 1979 bis 1981 Mitglied von Steve Kuhns Quartett. Nach einer Zusammenarbeit mit Stan Getz veröffentlichte er 1980 sein erstes Album als Bandleader, dem zehn weitere folgten. Daneben wirkte er an Aufnahmen von John Abercrombie, Mick Goodrick und Mike Stern mit.
Seit 1983 unterrichtet Swartz Jazzbass an der Manhattan School of Music; er gab Gastvorlesungen an der Hochschule für Musik Köln, der McGill University, dem Berklee College of Music, der Eastman School of Music und anderen.
In den 1990er Jahren unternahm er Reisen nach Kuba, um die afrokubanische und lateinamerikanische Musik zu studieren und gründete die Gruppe Eye Contact, mit der er bei Festivals auftrat und 1999 das Album Havana Manana aufnahm. Außerdem arbeitete Swartz mit Juan Carlos Formells und Virginia Mayhews Band, mit Karl Berger, Paul Motian, mit Ed Sarath und mit Sheila Jordan (u. a. Duo-CD Old Time Feeling, 1982).
Seit 2001 tritt Swartz nur noch unter dem Namen Harvie S auf, weil er es leid hatte, dass sein Nachname ständig falsch geschrieben wurde. Das erste Album unter dem neuen Namen ist New Beginning. Mit Roni Ben-Hur legte er 2018 das Trioalbum Introspection vor, gefolgt von Wondering (Dot Time Records, 2022). Zu hören ist er auch auf Sheila Jordans letztem Album Live at Mezzrow (2022).

## Diskographische Hinweise
- Underneath It All  mit Benny Aronov, Dave Charles, John D’Earth, Erik Friedlander, Peter Grant, 1980
- Urban Earth mit Benny Aronov, Manolo Badrena, Victor Lewis, Bob Mintzer, David Sanborn, Mike Stern, 1985
- Smart Moves mit Benny Aronov, Mino Cinelu, Victor Lewis, Charlie Mariano, Mike Stern, John Stubblefield, 1986
- Tiramisu: Al di Meola Project, Manhattan Records 1987, mit Kei Akagi, Tommy Brechtlein, Mino Cinelu, Anthony Jackson, Jose Renato
- It's About Time mit Billy Drewes, Jay Azzolina, Yves Gerard, 1988
- In A Different Light mit Winard Harper, Leon Parker, John Scofield, Leni Stern, Mike Stern, 1990
- Full Moon Dancer mit Billy Drewes, Joan Johnson, Yves Gerard, Wayne Krantz, Ted Lo, Bob Ward, 1989
- Arrival mit John Abercrombie, Mick Goodrick, Marvin Smith, 1991
- Love Notes from the Bass mit Randy Klein, 1994–95
- Havana Manana mit Memo Acevedo, Bruce Arnold, Gregor Hübner, Barry Olsen, Ed Uribe, Isabel Valdes, 1999
- New Beginning; Bandname Eye Contact mit Bruce Arnold, Daniel Kelly, Gregor Hübner, Adam Weber, Renato Thoms
- Texas Rumba
- Funky Cha
- Harvie S & Roni-Ben Hur: Wondering, 2022